# Qatāda ibn Diʿāma
Qatāda ibn Diʿāma as-Sadūsī, Abū ʾl-Chattāb, arabisch قتادة بن دعامة السدوسي، أبو الخطاب, DMG Qatāda b. Diʿāma as-Sadūsī, Abū ʾl-Ḫaṭṭāb (gest. 735–736), war ein Koranexeget und Traditionarier mit Wirkungsfeld Basra.

## Leben
Als Beduine entstammte er der Sippe der Sadūs, des nordarabischen Stammes der Banū Schaibān. Über sein Leben ist wenig bekannt. Die frühesten Berichte über ihn hat Muhammad ibn Saʿd in seinem „Klassenbuch“ zusammengestellt. Er war blind; bei der Weitergabe seines Wissens auf den Gebieten des Hadith, der Koranexegese, der arabischen Poesie und Genealogie stützte er sich auf sein Gedächtnis, das bereits zu seinen Lebzeiten als sprichwörtlich galt. Er war mehrere Jahre Schüler und Begleiter von al-Hasan al-Basrī. Er soll eine Schriftrolle (arabisch: Sahīfa) des Gefährten Mohammeds Dschābir ibn ʿAbdallāh († 697) besessen und die darin erhaltenen Sprüche Mohammeds überliefert haben. Diese Überlieferungen sind in einer späteren Bearbeitung in der Hadith-Sammlung von Ahmad ibn Hanbal erhalten. Einigen Berichten zufolge, die al-Mizzī und adh-Dhahabī in ihren Gelehrtenbiographien erwähnen, starb Qatāda an der Pest in Wasit im Jahre 735.

## Werke

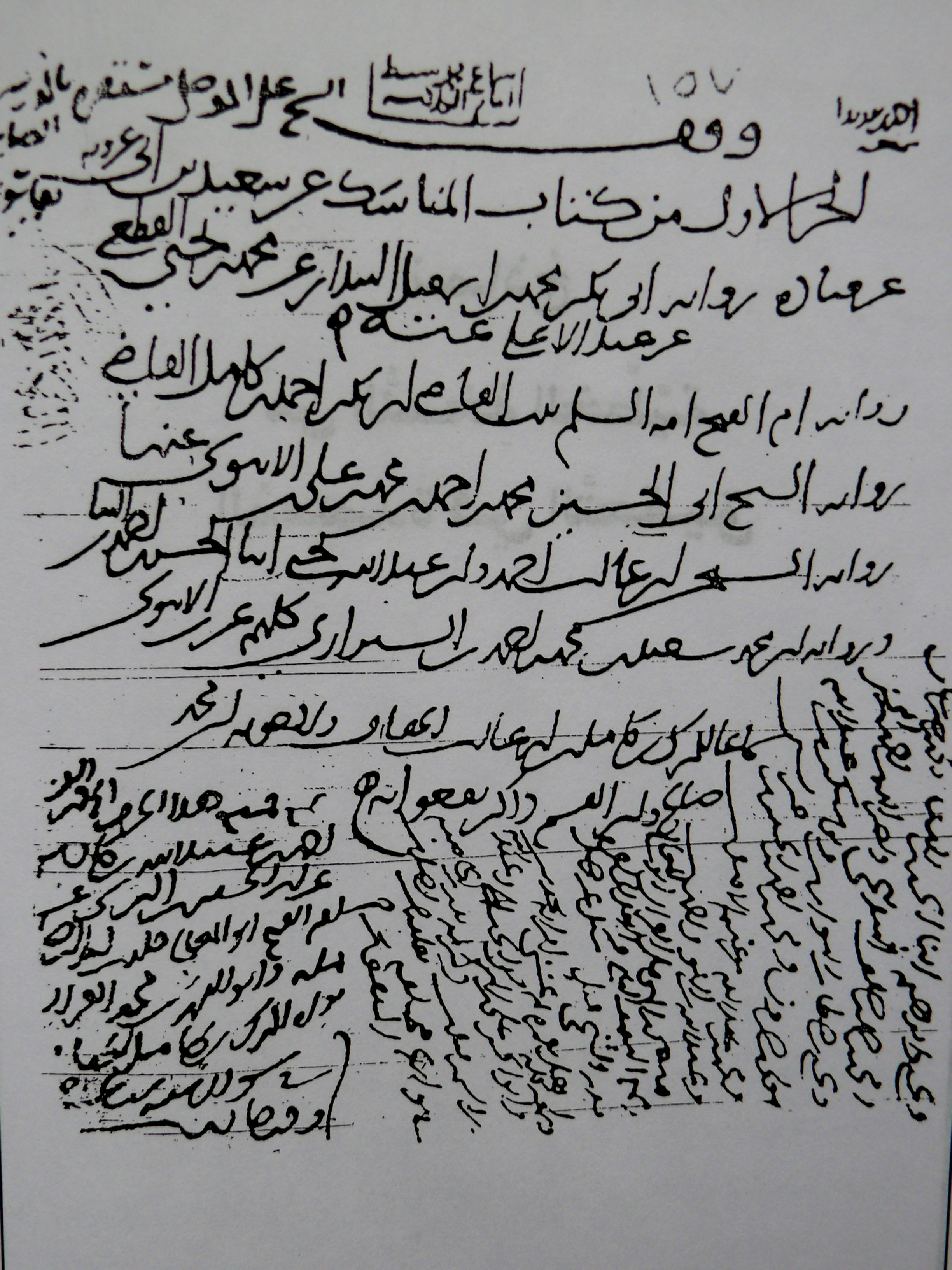
Titelblatt des K. al-manāsik. Teil I. 12. Jahrhundert

- Seine koranexegetischen Schriften sind nicht erhalten. Nur ein kleines Fragment von nur drei Blättern, das die Abrogation von Koranversen enthält und das Studium der Schrift im Jahre 1176 im Kreis von Abū Tāhir as-Silafī (gest. 1180 Alexandria) am Kolophon dokumentiert, liegt vor und ist 1988 herausgegeben worden: Kitāb an-nāsich wal-mansūch / كتاب الناسخ والمنسوخ / Kitāb an-nāsiḫ wal-mansūḫ / ‚Das Abrogierende und das Abrogierte‘.[5] Bei At-Tabarī sind zahlreiche Auszüge mit genauer Angabe der Überlieferungswege aus seinem Korankommentar erhalten.[6]  Sowohl seine Koranexegese als auch sein Werk über die Abrogation waren noch im 15. Jahrhundert bekannt; Ibn Hadschar al-ʿAsqalānī führt sie in seinem „Gelehrtenlexikon“, in einer Titelsammlung derjenigen Werke, zu denen er die Überlieferungsrechte besaß,[7] an.[8]
- Kitāb al-manāsik كتاب المناسك / ‚Das Buch der Wallfahrtszeremonien‘, davon nur Teil I., ist in der Überlieferung seines Schülers Saʿīd ibn Abī ʿArūba (gest. 773)[9] erhalten und erstmals im Jahre 2000 in Beirut publiziert worden.[10] Das Werk enthält sowohl Erläuterungen Qatādas zu ritualrechtlichen Fragen der Pilgerfahrt als auch seine Exegese derjenigen Koranverse, die sich inhaltlich auf die Wallfahrtszeremonien, ihre Stationen, auf die Bedeutung des mekkanischen Heiligtums, ferner auf das vorbildliche und somit nachahmenswerte Verhalten Mohammeds – „Im Gesandten Gottes habt ihr doch ein schönes Beispiel“ (Sure 33, Vers 21) –  während seiner Wallfahrt beziehen. Qatāda interpretiert in diesem ersten Teil seines Werkes insgesamt fünfzehn Koranverse und dreiundzwanzig Traditionen nach dem Propheten und nach seinen Gefährten. Dadurch stellt er die Sunna, die auf der Pilgerfahrt zu befolgen ist, in einer Kurzfassung dar.

In der Interpretation folgender Koranstelle verweist Qatāda auf eine Lesevariante:

„As-Safā und al-Marwa gehören zu den Kultsymbolen Gottes. Wenn einer die (große) Wallfahrt zum Haus (der Kaʿba) oder die Besuchsfahrt (ʿUmra) vollzieht, ist es für ihn keine Sünde, bei ihnen den Umgang zu machen.“

In einigen Koranexemplaren – so Qatāda – stand allerdings: „...ist es für ihn keine Sünde, bei ihnen den Umgang nicht zu machen“. Diese von Qatāda dokumentierte Lesevariante des Koranverses lässt auf die umstrittene Gestaltung der Wallfahrtszeremonien in der Frühzeit schließen, denn die im obigen Koranvers genannten Stätten galten bereits in der vorislamischen Zeit als Orte des  Umgangs (Tawāf) während der Wallfahrtsriten, die dann im Koran als islamisch sanktioniert wurden.
- In ibaditischer Überlieferung hat sich darüber hinaus unter dem Titel Aqwāl Qatāda eine Sammlung mit Überlieferungen und  juristischen Expertisen erhalten. An ihrer Entstehung hatte offenbar ein ibaditischer Schüler Qatādas, ar-Rabīʿ ibn Ḥabīb, wesentlichen Anteil. Zusammengestellt hat diese Sammlung der Ibāḍit Bišr ibn Ġānim (gest. gegen 815)[15] aus Chorasan. Das Werk besteht aus sieben  Teilen (adschzāʾ), von denen aber nur die ersten vier unverderbt erhalten geblieben sind.[16] Die in der Tradition vom Basra des späten 8. Jahrhunderts wurzelnden „Aussagen“ (aqwāl) und Lehrmeinungen von Qatāda leben auch in der koranexegetischen Sammlung des Ibāḍiten Hūd ibn Muhakkam (gest. in der zweiten Hälfte des 9. Jahrhunderts) weiter.[17]